# 絶縁 (電気)
電気における絶縁とは、電気機械や各種の電気回路・電子回路において、感電防止や電位の分離などを目的として、不導体もしくは各種の部品や装置を利用して電流を遮断することである。
電気の分野における英語のinsulationとisolationは、どちらも日本語では絶縁と訳されるが、両者はその目的や動作原理によってやや異なる意味合いを持つ。

## 種類
絶縁（ぜつえん、insulation）は、電子回路やその部品などにおいて、対象とする2箇所の間で電気抵抗が大きく電圧を掛けても電流が流れない状態を言う。低い電圧を掛けた場合に電流が流れなくとも、高い電圧を掛けると電流が流れる場合があり、その状態を絶縁破壊という。
絶縁（ぜつえん、isolation）は、電気電子回路の一部において、信号や電力は伝達されるが、導体は分離していることを言う。具体的にはトランスやフォトカプラを介した2回路を言う。トランスの場合は電磁誘導によって、フォトカプラの場合は光伝達素子によって電力または信号を伝達する。
"isolation"は「分離・隔離」に近い概念と言える。